# Goczałkowice-Zdrój
Goczałkowice-Zdrój (Zdrój znamená v polštině Lázně; česky též Gočálkovice, německy Bad Gotschallkowitz) jsou lázeňská obec v jižním Polsku ve Slezském vojvodství v okrese Pština tvořící samostatnou gminu. Leží na území historického Horního Slezska mezi městy Čechovice-Dědice a Pština na pruské straně někdejší rakousko-pruské hranici, jež vedla podél řeky Visly jižně od obce. Vede tudy železniční trať Katovice – Bílsko-Bělá – Żywiec (Čadca) a čtyřproudová státní silnice č. 1 postavená v 70. letech jako součást moderního spojení Varšavy s katovickou aglomerací a československými hranicemi, takzvaná gierkówka. K 31. 12. 2017 zde žilo 6 642 obyvatel.
Obec Goczałkowice-Zdrój tvoří dva výrazně odlišné celky – původní vesnice rozkládající se ve směru západ–východ podél ulic Główna (Hlavní) a Szkolna (Školní) v severozápadní části katastrálního území a lázeňské městečko v jihovýchodní části. Kromě nich se rozlišují ještě dvě „čtvrti“ vzniklé v druhé polovině 20. století a s převahou rodinné zástavby: Działki na západ od lázní a na jih od původní vesnice a Kolonia Brzozowa na východním okraji katastru za čtyřproudovou silnicí.
První písemná zmínka o Goczałkowicích pochází z roku 1326. Název je prý odvozen od jistého rytíře Goczała. Vesnice patřila Pštinskému knížectví a spolu s ním byla do roku 1742 (viz slezské války) součástí Koruny království českého. Později většina Horního Slezska i s Pštinou a Goczałkowicemi připadla Prusku, resp. od roku 1871 Německému císařství. Jednalo se tehdy o příhraniční obec na prusko-rakouské hranici, po hornoslezských povstáních a plebiscitu v roce 1922 přičleněnou k Polsku. V letech 1975–1991 byly Goczałkowice městskou částí Pštiny.
Lázeňské tradice Goczałkowic sahají do roku 1856, kdy při hledání ložisek soli došlo k objevení léčivých minerálních pramenů. V současnosti jsou to jediné vedle Ustroně fungující lázně v polské části Horního Slezska. Zdejší vody se využívají především k léčbě ortopedických a revmatologických onemocnění. K historické lázeňské zástavbě z 2. poloviny 19. století soustředěné podél ulice Uzdrowiskowa (Lázeňská) patří novorenesanční budova ředitelství (bývalý hotel President, 1880), hrázděný lázeňský dům Wrzos (1874), stará kolonáda (1862) či kaple Uzdravení nemocných (1866).
Největším turistickým lákadlem mimo lázeňskou zónu jsou Kapiasovy zahrady. V roce 1979 Bronisław Kapias založil u svého domu v Goczałkowicích okrasnou školku i s ukázkovou zahradou ve stylu různých krajinných oblastí. Její popularita vedla k postupnému rozšiřování zahrad, které od roku 2008 (vznik Nové zahrady) zaujímají plochu přes 40 000 m² a staly se turistickým cílem samy o sobě.
Západně od obce se rozkládá Goczałkowická přehrada postavená na řece Visle v letech 1950–1956. Nádrž zásobuje vodou katovickou aglomeraci a také slouží protipovodňové ochraně, rekreačním účelům a rybolovu. Mimoto je hnízdištěm řady ptáků a součástí Ptačí oblasti Natura 2000 Údolí horního toku Visly (Dolina Górnej Wisły). Mezi přehradou a lázeňskou části obce se podél Visly táhne rybniční soustava. Goczałkowice-Zdrój jsou spolu s gminami Dubovec, Hažlach, Chyby, Skočov, Strumeň a Žibřidovice na Těšínsku a gminou Pawłowice Śląskie členem Rybářského sdružení Žabí kraj.